# Gerhard Zecha (Philosoph)

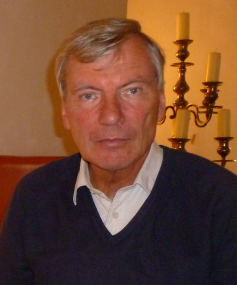
Gerhard Zecha (2011)

Gerhard Zecha (* 2. Juli 1942 in Innsbruck) ist ein österreichischer Hochschullehrer für Philosophie.

## Ausbildung und Studium
Nach dem Besuch der Volksschule in Imst und in Innsbruck folgte der Wechsel auf das Humanistische Bundes-Gymnasium und danach die Bundes-Lehrerbildungsanstalt in Innsbruck, wo er 1962 das Abitur ablegte. Darauf folgte eine dreijährige Tätigkeit als Lehrer und Schulleiter an der zweiklassigen Volksschule in Dorf bei Längenfeld im Ötztal. Nach der Lehrbefähigungsprüfung für das Lehramt an Volksschulen (1964) wurde Zecha Lehrer an der Hauptschule Pradl II in Innsbruck.
Hier nahm Zecha das Studium der Erziehungswissenschaft, Philosophie und Psychologie an der Universität Innsbruck auf, das er ab 1966 an der Universität Salzburg fortsetzte. Die Promotion zum Dr. phil. erfolgte 1968 an der Universität Salzburg. Sein Doktorvater war Karl Wolf und die Dissertation hatte den Titel „Beiträge neuerer österreichischer Universitätspädagogen zur Erziehungswissenschaft“.

## Privates
Gerhard Zecha ist verheiratet mit der Ärztin Walburg Zecha, geb. Weingartner. Das Ehepaar hat drei Töchter und zwei Söhne.

## Akademischer Werdegang
1968 arbeitete Zecha zuerst als Assistant Professor of Philosophy der University of Portland, USA, an der  Salzburger Niederlassung dieser Universität.  Es folgte 1969–1971 eine Zeit als Stipendiat am Internationalen Forschungszentrum für Grundlagen der Wissenschaften (IFZ)  an der Universität Salzburg. Als Alexander-von-Humboldt-Stipendiat war Zecha 1975–1976 an der Universität Konstanz tätig. Dort arbeitete er seine Habilitationsschrift über „Philosophische Grundlagen der pädagogischen Wert- und Zielproblematik“ aus, die an der Geisteswissenschaftlichen Fakultät der Universität Salzburg zur Habilitation führte. 1977 wurde Zecha zum Universitätsdozenten ernannt.  1980 wurde Zecha zum außerordentlichen Universitätsprofessor am Fachbereich Philosophie an der Kultur- und Gesellschaftswissenschaftlichen Fakultät der Universität Salzburg berufen. Zudem leitete er zwischen 1984 und 2008 die Abteilung „Wissenschaftstheorie der Geisteswissenschaften“ am Institut für Wissenschaftstheorie des Internationalen Forschungszentrums für Grundfragen der Wissenschaften Salzburg. 1997 wurde Zecha Universitätsprofessor am Fachbereich Philosophie an der Kultur- und Gesellschaftswissenschaftlichen Fakultät. Hier übte er 1999–2001 die Funktion des Vorstandes des Fachbereichs Philosophie aus. Ebenso wirkte er zwischen 1984 und 2003 als Obmann der Philosophischen Gesellschaft in Salzburg.
Eine Vielzahl von Gastvorlesungen und Gastprofessuren führten Zecha 1980–1981 an die Universität Fribourg in der Schweiz; 1984, 1993 und 1996 an die University of South Africa, Pretoria in Südafrika; 1987–1988 an die University of California at Irvine in den USA; 1989, 1992, 1996 und 2000 an das Centre Universitaire de Luxemburg; 1993 an die University of the Orange Free State in Bloemfontein in South Africa; 1996 an die University of Potchefstroom for Christian Higher Education in South Africa; 2001 und 2004 an die University of Stellenbosch; 2006 an die Universität von Banska Bystrica in der Slowakei; 2010, 2018 an die Jilin University in Changchun in China und 2014 an das College of Saint Benedict and Saint John’s University, Minnesota, USA.
Gerhard Zecha befindet sich seit 2007 im Ruhestand, ist aber neben seinen nationalen und internationalen Gastvorträgen weiterhin für die Universität Salzburg und die Doppeluniversität College of Saint Benedict and Saint John’s University, Minnesota, USA, tätig.

## Werk
Die Arbeitsschwerpunkte von Zecha beziehen sich auf Wertphilosophie, Sozialphilosophie, Wissenschaftstheorie der Sozial- und Geisteswissenschaften, Philosophie der Erziehung und Philosophiedidaktik. In seinem Lehrangebot hat er immer wieder auch die Studierenden des Instituts für Erziehungswissenschaften angesprochen. Seine fundierten, kritischen und zugleich konstruktiven Analysen beruhen auf einem soliden Fundament wissenschaftstheoretischer Positionen im Gefolge von Karl Popper und dem gekonnten Einsatz des Instruments der Logik für den Bereich der Normen- und Wertlehre. Dabei werden von ihm diese Instrumente auch bei aktuellen und anwendungsbezogenen Themen (z. B. Ethik und Internet, Berufsethik) eingesetzt.

## Ausgewählte Schriften

### Herausgeberwerke
- J. Schermaier;  M. Rothbucher; G. Zecha (eds.): Aspekte praxisbezogener Pädagogik. Salzburg: Otto Müller, 1980.
- E. Morscher; O. Neumaier; G.  Zecha (eds.): Philosophie als Wissenschaft. Bad Reichenhall: Comes, 1981.
- G. Zecha; P. Weingartner (eds.): Conscience: An Interdisciplinary View. Salzburg Colloquium on Ethics in the Sciences and Humanities. Dordrecht: Reidel, 1987.
- O. Neumaier; G. Zecha (eds.): Das Spiel mit der Antike. Mannheim: Bibliopolis, 2000.
- P. Fobel; G. Banse; A. Kiepas; G. Zecha (eds.): Rationalität in der Angewandten Ethik. Banská Bystrica: KNIHAREN – Jan Bernát, 2004.
- G. Zecha (ed.): Werte in den Wissenschaften. 100 Jahre Max Weber. Tübingen: Mohr Siebeck, 2006, ISBN 3-16-149007-X.
- H. Ganthaler; O. Neumaier, G. Zecha (eds.): Rationalität und Emotionalität. Münster: Lit Verlag, 2009.
- Zecha, G. (ed.): Critical Rationalism and Educational Discourse. First Indian edition: New Delhi: Elpis Press, 2011.
- Zecha, G. (mit M. Rothbucher) (eds.): Karl Wolf: Biopädagogik: Reden, Aufsätze, Abhandlungen. Wien: Lit Verlag, 2012.
- Zecha, G. (mit H. Qu) (eds.):  Selected Readings in Western Ethics. Beijing: buptpress, 2014.

### Beiträge zu Büchern und Zeitschriften
- Zecha, G.:  Die gegenwärtige Situation der Wissenschaftstheorie in Österreich. Zeitschrift für Allgemeine Wissenschaftstheorie, 1, 1970, 284–292 und 311–321.
- Morscher, E.; Zecha, G.: Clarke’s Principle of Mood Constancy. Philosophia, 1, 1970, 209–217.
- Morscher, E.; Zecha, G.:  Wozu deontische Logik? Archiv für Rechts- und Sozialphilosophie, 53, 1972, 363–378.
- Zecha, G.: Meinongs moralische Wertklassen und die deontischen Operatoren. In R. Haller (ed.): Jenseits von Sein und Nichtsein. Beiträge zur Meinong-Forschung. Graz: Akademische Druck- und Verlagsanstalt, 1972, 271–286.
- Morscher, E.; Zecha, G.: Searle, Sein und Sollen: Eine kritische Auseinandersetzung mit dem revidierten Argument von Searle. Zeitschrift für philosophische Forschung, 26, 1972, 69–82 und 265–283.
- Zecha, G.: Zum Normenproblem in der Erziehungswissenschaft. Zeitschrift für Pädagogik, 17, 1972, 593–598.
- Zecha, G.: Glaube und Wissen. In E. Weinzierl (ed.): Modernismus – Beiträge zu seiner Erforschung. Graz: Styria, 1974, 15–41.
- Zecha, G.:  Wie lautet das „Prinzip der Wertfreiheit“? Kölner Zeitschrift für Soziologie und Sozialpsychologie, 28, 1976, 609–648.
- Zecha, G.: Über Aussagen, Werturteile, Normen und gemischte Sätze. Eine Erwiderung. Kölner Zeitschrift für Soziologie und Sozialpsychologie, 29,  1977, 782–786.
- Zecha, G.: Pädagogische Normen: Inhalt, Formulierung, Beziehungen. In W.-R. Minsel (ed.): Curriculum und Lehrplan. München: Urban & Schwarzenberg, 1978, 63–86.
- Lukesch, H.; Zecha, G.: Neue Handlungsforschung? Programm und Praxis gesellschaftskritischer Sozialforschung. Soziale Welt, 29, 1978, 26–43.
- Zecha, G.: Irr- und Umwege der neueren Didaktik: Die Lösung des 'ungelösten Deduktionsproblems in der Curriculumforschung'. In M. Machold;  P. Posch;  J. Thonhauser (eds.): Österreichische Beiträge zur Bildungsforschung. Wien, 1978, 55–69.
- Weingartner, P.; Zecha, G.: Die philosophischen Komponenten: Logik, Wissenschafts- und Erkenntnistheorie, Metaphysik. In H. Beck (ed.): Philosophie der Erziehung. Freiburg: Herder, 1979, 118–125.
- Zecha, G.: Pädagogische Wert- und Normenforschung. In K. Schaller (ed.): Erziehungswissenschaft der Gegenwart. Prinzipien und Perspektiven moderner Pädagogik. Bochum: Kamp, 1979, 215–241.
- Zecha, G: Erziehungsziele auf der Grundlage einer realistischen Ethik: Zu Karl Wolfs Bildungsaufgaben für eine pluralistische Gesellschaft. In J. Schermaier;  M. Rothbucher; G. Zecha (eds.): Aspekte praxisbezogener Pädagogik. Salzburg: Otto Müller, 1980, 37–51.
- Zecha, G.: Werturteil, Wertaussage, Norm und die Möglichkeit einer Wert- oder Normwissenschaft.  In E. Morscher; O. Neumaier; G.  Zecha (eds.): Philosophie als Wissenschaft. Bad Reichenhall: Comes, 1981, 447–460.
- Zecha, G.: Lehrziele im Philosophieunterricht und im Philosophielehrplan. Zeitschrift für Didaktik der Philosophie, 5. 1983, 240–247.
- Zecha, G.: 'Normative Wissenschaft' – eine contradictio in adjecto? In R. Born; J. Marschner (eds.): Philosophie – Wissenschaft – Politik. Wien: Springer, 1985, 196–210.
- Zecha, G.: Pedagogics, Social Science, and South Africa. South African Journal of Education, 6, 1986, 187–189.
- Zecha, G.: Value-Neutrality, Conscience, and the Social Sciences. In G. Zecha; P. Weingartner (eds.): Conscience: An Interdisciplinary View. Salzburg Colloquium on Ethics in the Sciences and Humanities. Dordrecht: Reidel, 1987, 59–89.
- Zecha, G.: Viele Ethiken und keine Moral: Zur Problematik des wissenschaftlichen Wertrelativismus. In P. Weingartner (ed.): Die eine Ethik in der pluralistischen Gesellschaft. Innsbruck: Tyrolia, 1987, 157–182.
- Zecha, G.: Meta-Ethics: Contributions from Vienna and Warsaw. In K. Szaniawski (ed.): The Vienna Circle and the Lvov-Warsaw School. Dordrecht: Kluwer Academic Publishers, 1989, 165–190.
- Zecha, G.: Value-Neutrality and Criticism. Journal for General Philosophy of Science, 23, 1992, 153–164.
- Zecha, G.: Eine Methode objektiver Kritik von Werturteilen und Normen, illustriert an der Abtreibungsargumentation von Peter Singer. In F. M. Schmölz; P. Weingartner (eds.): Werte in den Wissenschaften. Innsbruck: Tyrolia, 1991, 55–76.
- Zecha, G.: Values in Educational Inquiry: Philosophical Issues. In T. Husén, T.; T. N. Postlethwaite (eds.): The International Encyclopedia of Education. 2nd Edition. Oxford: Pergamon, 1994, 6576–6580.
- Zecha, G.: Von der empirischen Erziehungswissenschaft zur empirisch-normativen Erziehungswissenschaft. In G. Pollak; H. Heid (eds.): Von der Erziehungswissenschaft zur Pädagogik? Weinheim: Deutscher Studien Verlag, 1994, 163–189.
- Zecha, G.: Critical Rationalism and Educational Discourse: The Method of Criticism. In Ph. Higgs (ed.), Meta-theories in Philosophy of Education. Johannesburg, Heinemann, 1995, 71–95.
- Zecha, G.: Die christliche Ethik: unsinnig, chaotisch, heuchlerisch? Ethik und Sozialwissenschaften, 3, 1997, 386–389.
- Zecha, G.: Education is Problem Solving: Critical Rationalism Put Into Practice. In Ph. Higgs (ed.): Metatheories in Educational Theory and Practice. Sandton, South Africa: Heinemann,  1998, 61–81.
- Zecha, G.: Kann ein negativer Utilitarismus die Schwächen des klassischen Utilitarismus überwinden? In W. Löffler; E. Runggaldier (Hrsg.): Vielfalt und Konvergenz der Philosophie. Vorträge des 5. Kongresses der Österreichischen Gesellschaft für Philosophie, Teil 1. Wien: Hölder-Pichler-Tempsky, 1999, 421–426.
- Zecha, G.:  Das Spiel mit der Antike wird ernst: Ist der Mensch wirklich das Maß aller Dinge? In S. Düll; O. Neumaier; G. Zecha (Hrsg.): Das Spiel mit der Antike. Mannheim: Bibliopolis, 2000, 17–37.
- Zecha, G.: Negativer Utilitarismus. Ethica, 9, 2001, 267–291.
- Zecha, G.: „Die Ethik ist keine Wissenschaft“ –  oder doch? In E. Morscher (Hrsg.): Was wir Karl R. Popper und seiner Philosophie verdanken. Zu seinem 100. Geburtstag. Sankt Augustin: Academia Verlag, 2002, 351–379.
- Zecha, G.: Philosophical Foundations for Professional Codes of Ethics, Including Business Ethics. In: N. Vasiljeviene; R. Jeurissen (eds.): Business Ethics: From Theory to Practice. Vilnius: Vilnius University Press, 2002, 92–120.
- Zecha, G.:  Ethik und Internet. Theory of Science, (Prague), 12, 2003, 161–172.
- Zecha, G.: Doing it Right Instead of Twice: A Popperian Approach to Management Decisions. Philosophy of Management, 3, 2003, 23–33.
- Zecha, G.: Alles Erziehen ist Problemlösen: Karl Popper über Theorie und Praxis der Erziehung. In R. Neck, K. Salamun (Hrsg.): Karl Popper – Plädoyer für kritisch-rationale Wissenschaft. Bd. 2 der Schriftenreihe der Karl Popper Foundation Klagenfurt. Frankfurt/Main: Peter Lang, 2004, 127–143.
- Zecha, G.:  Ethik für die Rationalität: Möglichkeiten und Grenzen. In P. Fobel; G. Banse; A. Kiepas; G. Zecha (Hrsg.): Rationalität in der Angewandten Ethik. Banská Bystrica: KNIHAREN – Jan Bernát, 2004, 41–50.
- Zecha, G.: Aller Werte Maß ist der Mensch: Kritik des ethischen Relativismus. In O. Neumaier (Hrsg.): Ist der Mensch das Maß aller Dinge? Möhnesee: Bibliopolis, 2004, 161–180.
- Zecha, G.; J. L. van der Wal: Philosophical-Pedagogical Criteria for Assessing the Effectiveness of a Christian School. Journal of Research on Christian Education, vol. 13/2, 2004.
- Zecha, G.: Aus Fehlern lernen: Anmerkungen zur Wissenschaftsethik. In G. Christian, J.-L. Patry  (Hrsg.): Wertkonflikte und Wertwandel. Eine pluridisziplinäre Begegnung. Münster: LIT Verlag, 2005, 33–49.
- Zecha, G.: Ethik und Internet: Probleme und Regeln für Internetnutzer. In Gerhard Banse (Hrsg.): Neue Kultur(en) durch Neue Medien (?). Das Beispiel Internet. Berlin: trafo verlag, 2005, 97–112.
- Zecha, G.:  Fehler können nützlich sein: ethische und pädagogische Aspekte. In G. Schmid (ed.): Wege zur Begabungsförderung. Wien: Sir-Karl-Popper-Schule, 2005, 16–25.
- Zecha, G.;  J. de Klerk: Learning from Mistakes: Creating a New Spirit for a Democratic School System in South Africa. Learning for Democracy, vol. 2, no. 2, 2006, 31–43.
- Zecha, G.: Der Wertbegriff und das Wertfreiheitspostulat. In G. Zecha (ed.): Werte in den Wissenschaften. 100 Jahre Max Weber. Tübingen: Mohr Siebeck, 2006, 109–125.
- Zecha, G.;  Alexander Hieke: Ernst Mally. Stanford Encyclopedia of Philosophy[1]
- Zecha, G.: The Ethics of Reciprocity. Is the Golden Rule Suitable for Applied Ethics? In D. Fobelova; R. K. Urkrop (eds.): Applied Ethics in Theory and Practice. Banská Bystrica, 2007, 9–19.
- Zecha, G.: Ohne Probleme keine Erkenntnis, ohne Irrtümer kein Fortschritt. In: O. Neumaier (Hrsg.): Fehler und Irrtümer in den Wissenschaften. Münster-Wien: LIT Verlag, 2007, 11–29.
- Zecha, G.: Nächstenliebe – Fernstenliebe. In: H. Bürkle: D. Pintaric (Hrsg.): Denken im Raum des Heiligen. Festschrift für P. Ansgar Paus OSB. München: Eos-Verlag, o. J. (2007), 421–435.
- Zecha, G.:  Opening the Road to Values Education. In D. Aspin;  J. Chapman (eds.): Values Education and Lifelong Learning: Philosophy, Policy, Practices. New York: Springer Press, 2007, 48–60.
- Zecha, G.: Der Kampf gegen das Elend, so dringend und notwendig er ist, ist zu Wenig. In G. Schweiger; C. Sedmak (Hrsg.): Der Weg zu größerer Menschlichkeit. Innsbruck: Tyrolia, 2008, 279–292.
- Zecha, G.: Gut und Böse: Erkennen oder Erfühlen. In H. Ganthaler; O. Neumaier, G. Zecha (Hrsg.): Rationalität und Emotionalität. Münster: Lit Verlag, 2009, 237–252.
- Zecha, G.: Wie Fehler Freude machen. Wenn wir Fehler erkennen, können wir daraus lernen. Zeitschrift für Didaktik der Philosophie und Ethik, 1, 2009, 67–71.
- Zecha, G.: E-Learning: Fortschritt oder Hemmnis für die Rationalitätsentwicklung? In H.-J. Petsche (Hrsg.): Topoi der Rationalität. Technizität – Medialität – Kulturalität. Berlin: trafo verlag, 2010, 161–170.
- Zecha, G.: Das Spiel der Triebe und der Trieb zum Spiel. In R. Düll; S. Düll (Hrsg.): Das Spiel der Triebe. Möhnesee: Bibliopolis, 2010, 21–32.
- Zecha, G.: Ethische Probleme der Sicherheitspolitik und des Bevölkerungsschutzes. Skizze für ein Forschungsprojekt. In G. Banse, I. Krebs (Hrsg.): Kulturelle Diversität und Neue Medien. Entwicklungen – Interdependenzen – Resonanzen. Network Cultural Diversity and New Media, 16, Berlin: trafo verlag, 2011, 341–351.
- Zecha, G.: The Golden Rule in Applied Ethics: How to Make Right Decisions in Theory and Practice. Social Science Front, 2011, 1–6 (Chinese version).
- Zecha, G.: Philosophical Foundations for Professional Codes of Ethics Including Business Ethics. (Chinese version). Philosophical Reflection, vol. 1, 2012.
- Zecha, G.: The Golden Rule in Applied Ethics: How to Make Right Decisions in Theory and Practice. In Yearbook of the “George Baritiu” Institute of History in Cluj-Napoca, Series IX (2011) of the Romanian Academy Cluj-Napoca Branch, Bucharest: The Publishing House of the Romanian Academy, 89–100.
- Zecha, G.: Utopia in Ethics. Common Visions, Scientific Conceptions, Meta-Scientific Assumptions. In Studia Philosophiae Christianae, vol. 47/4, 2011, 135–151.
- Zecha, G.: Hans Alberts Beitrag zur Werturteilsdiskussion 1956–2006: Eine Würdigung als rationale Kritik der Ansichten eines kritischen Rationalisten. In G. Franco (Hg.): Der Kritische Rationalismus als Denkmethode und Lebensweise. Festschrift zum 90. Geburtstag von Hans Albert. Klagenfurt: kitab, 2012, S. 276–297.
- Zecha, G.: Crossing Borders im Psychologie- und Philosophieunterricht. In A. Dunshirn, E. Nemeth und G. Unterthurner (Hrsg.), Crossing borders. Grenzen (über)denken. Thinking (across) boundaries. Wien 2012, 1090–1100.[2]
- Zecha, G.: Menschenbild und ethische Herausforderung in der e-Society. In G. Banse, R. Hauser, P. Machleidt, Oliver Parodi (eds.), Von der Informations- zur Wissensgesellschaft. e-Society – e-Partizipation – e-Identität. Network Cultural Diversity and New Media, vol. 17. Berlin: trafo, 2013, 317–333.
- Zecha, G.: Soziale Verantwortung im DIN-A4 Format? Eine kritische Diskussion von ISO 26000-2010: Guidance on Social Responsibility. In Ch. Giordano und J.-L. Patry (eds.): Fragen! Antworten? Proceedings eines Symposiums in Salzburg vom 31.05. bis 02.06. 2012. Fribourg: Universitätsverlag Freiburg Schweiz, 2014, 37–49.
- Zecha, G.: Kommunikation ohne Worte – Medienangebot via Live Streaming. In G. Banse, T. Stepien, M. Sulkowska-Janowska, M. Wojewoda (eds.), Die Zukunft von Medienräumen – Zwischen Freiheit und Zwängen. Network Cultural Diversity and New Media, vol. 23. Berlin: trafo, 2017, 137–150.